# The Battle of Los Angeles
The Battle of Los Angeles is het derde album van de Amerikaanse rockband Rage Against the Machine. Het album is uitgebracht op 2 november 1999, op de dag na 7 jaar nadat het debuutalbum Rage Against the Machine is uitgekomen. Het bevat de uitgebrachte singles "Guerrilla Radio", "Sleep Now in the Fire", "Testify" en "Calm Like a Bomb". The Battle of Los Angeles werd door zowel Rolling Stone als Time Magazine uitgeroepen tot het beste album van 1999. Het album is in de Verenigde Staten dubbel-platina.

## Productie

### Opnamen
De Rage Against the Machine-leden begonnen met nieuwe nummers in mei 1998. De eerste intenties kwamen van Tim Commerford, die Tom Morello en Brad Wilk bij elkaar haalde. Met zijn drieën begonnen ze met het schrijven van nieuwe nummers. De leden trokken drie maanden uit voor de sessies en kwamen uiteindelijk met een groot aantal geraamtes voor nieuwe nummers. In de laatste maand kwam Zack de la Rocha erbij om suggesties te geven en zijn eigen teksten te implementeren. Ook producer Brendan O'Brien werd erbij geroepen (die eerder Evil Empire produceerde). Er werden enkele demo's opgenomen en er ontstonden 15 complete nummers in de sessies. De intenties van de bandleden was om in juli te beginnen met de opnamen, maar dat werd uiteindelijk verschoven naar 1 september. De opnames van de nummers vonden plaats in enkele studio’s: de A&M Studios in Hollywood, de Royaltone Studios in North Hollywood, de Silent Sound Studios and Southern Tracks in Atlanta en de Sunset Sound and Westlake Audio in Los Angeles. Eerdere opnamen voor het album waren eigenlijk al in februari verricht, toen "No Shelter" werd opgenomen. De single werd geproduceerd voor op de officiële soundtrack van Godzilla, maar zou later ook te vinden zijn als bonus track van The Battle of Los Angeles. Het gehele album werd opgenomen binnen een maand.
Tijdens de opnamen in september werd vooral het instrumentale gedeelte opgenomen. De la Rocha werkte op dat moment nog aan zijn teksten. De problemen die er tussen de bandleden waren tijdens de opnamen van Evil Empire, waren nu minder aanwezig, volgens Morello: "Het is niet altijd een picknick, maar we zijn nog steeds vrienden en we maken de beste muziek uit onze carrière. We raken volwassen en onderdeel daarvan is het accepteren van elkaars eigenschappen. Dat was een proces waar we doorheen moesten." Commerford vertelde over de ontspannende opnamen: "[De opnamen] gingen soepel omdat we onszelf niet lieten opbranden. Er was elke dag wel een moment waarop we even gingen chillen of football gingen spelen." Tegelijk met de opnamen van het album was De la Rocha ook bezig met zijn eigen soloalbum en was hij in Chiapas te vinden, waar hij met journalisten en hulpdiensten de situatie van de bevolking ging peilen. Ook Wilk had zijn eigen project met 7 Years Bitch-zangeres Selene Vigil. Wilk's plan was om na de opnamen van The Battle of Los Angeles met Vigil een album op te nemen.
Het idee was om het nieuwe album begin 1999 uit te brengen. In juli sprak een vertegenwoordiger van Epic Records over een releasedatum van 2 februari 1999. In december was de productie van het album echter nog niet afgerond. Alhoewel Morello, Wilk en Commerford hun deel al in oktober hadden afgerond, duurde het tekstschrijven van De la Rocha nog tot in de zomer van 1999. In juni 1999 hoopte Morello dat het album in de herfst kon worden uitgebracht. Eind september werd de titel van het album bekend: The Battle of Los Angeles. De la Rocha legt de titel van het album uit: "Los Angeles staat bekend om Hollywood, om zijn cultuur en entertainment. Maar de werkelijkheid is dat er een voortdurende strijd woedt tussen zij die iets hebben en zij die niets hebben. Een conflict tussen diegenen die bevoorrecht zijn en diegenen die in de steek gelaten zijn door de Amerikaanse regering." Morello stelt dit album alleen in Los Angeles gemaakt zou kunnen worden, "omdat alleen daar de kracht voor hun muziek zou kunnen ontstaan. Dit geldt ook voor de samenstelling van de band – Morello is half Keniaans, voor een kwart Iers en voor een kwart Italiaans en De La Rocha heeft Mexicaans bloed –, het geluid van de band en de energieke live-shows, wat allemaal typisch Los Angeles is. De strijd die de band meemaakte om alles te laten werken, was een strijd op zich."

### Stijl
Morello vertelt over de stijl van het The Battle of Los Angeles: "Het album is zwaarder, super rockend, ritmisch met zware hiphopinvloeden en unieke slap-backfunk." De nadruk ligt in vergelijking met de eerdere albums meer op de gitaarriffs van Morello. Daarnaast is de stijl een combinatie van funk, punk en metal. Wat hetzelfde is gebleven zijn de politieke thema's die in de nummers verwerkt zijn. In vergelijking met Evil Empire, wat meer een 'live opname' was, is met The Battle of Los Angeles meer tijd besteed aan de productie. Wat nog wel in stand gehouden werd, was Rage Against the Machine's handelsmerk van het alleen gebruiken van basgitaren, drums, gitaren en vocalen. Er werden dus geen samples gebruikt. In het nummer "Sleep Now in the Fire" is een stuk uit een Koreaans radiostation te horen. Dat was echter geen sample, maar een echt radiosignaal wat de versterker van Morello opving tijdens de opnamen. Bij het terughoren van de opnamen besloot Morello het stuk erin te houden. In "Mic Check", het vierde nummer van het album, is een gitaarsolo van Morello te horen die daarbij geluiden vergelijkbaar met een draaitafel maakt.
De cover van het album is gemaakt door LA Street Phantom, een pseudoniem van Joel Jaramillo. De contouren van een persoon zijn te zien die zijn rechter vuist in de lucht steekt. Dit teken betekent Power to the People en kwam voor het eerst in de bekendheid door John Lennon en zijn gelijknamige single. Dezelfde gebalde vuist is te zien op de cover van de single Testify.

### Teksten
Zie "Testify", "Guerrilla Radio", "Calm Like a Bomb", "Sleep Now in the Fire" en "No Shelter" voor informatie over deze nummers.
"Born of a Broken Man" is een persoonlijk nummer dat De la Rocha geschreven heeft over zijn vader, Roberto "Beto" de la Rocha. Hij was lid van een Chicano-groep uit Los Angeles genaamd Los Four, die zich vooral richtte op straatkunst. "Born of a Broken Man" beschrijft de gebeurtenis waarbij Beto de la Rocha na een paar jaar in Los Four een zenuwinzinking krijgt en uit de groep stapt. Hij vernielde al zijn schilderijen en sloot zichzelf op in een donkere kamer, wachtend totdat de politie hem zou komen halen. Hij werd opgenomen in een ziekenhuis in Los Angeles. "Born as Ghosts" gaat over kansarme kinderen die opgroeien in Mexico die geen toekomstperspectief hebben. Daarbij worden de wereldleiders bekritiseerd: zij zouden niet genoeg aandacht geven aan deze groep. Het deel over "Gates, Guns, and Alarms shaping the calm of the dawn" refereert aan de Mexicaans-Amerikaanse grens en de bewakers die de toegang van kinderen naar de Verenigde Staten weigeren. Kinderen worden dus vergeleken met wezens die onopgemerkt blijven, oftewel ghosts (spoken).

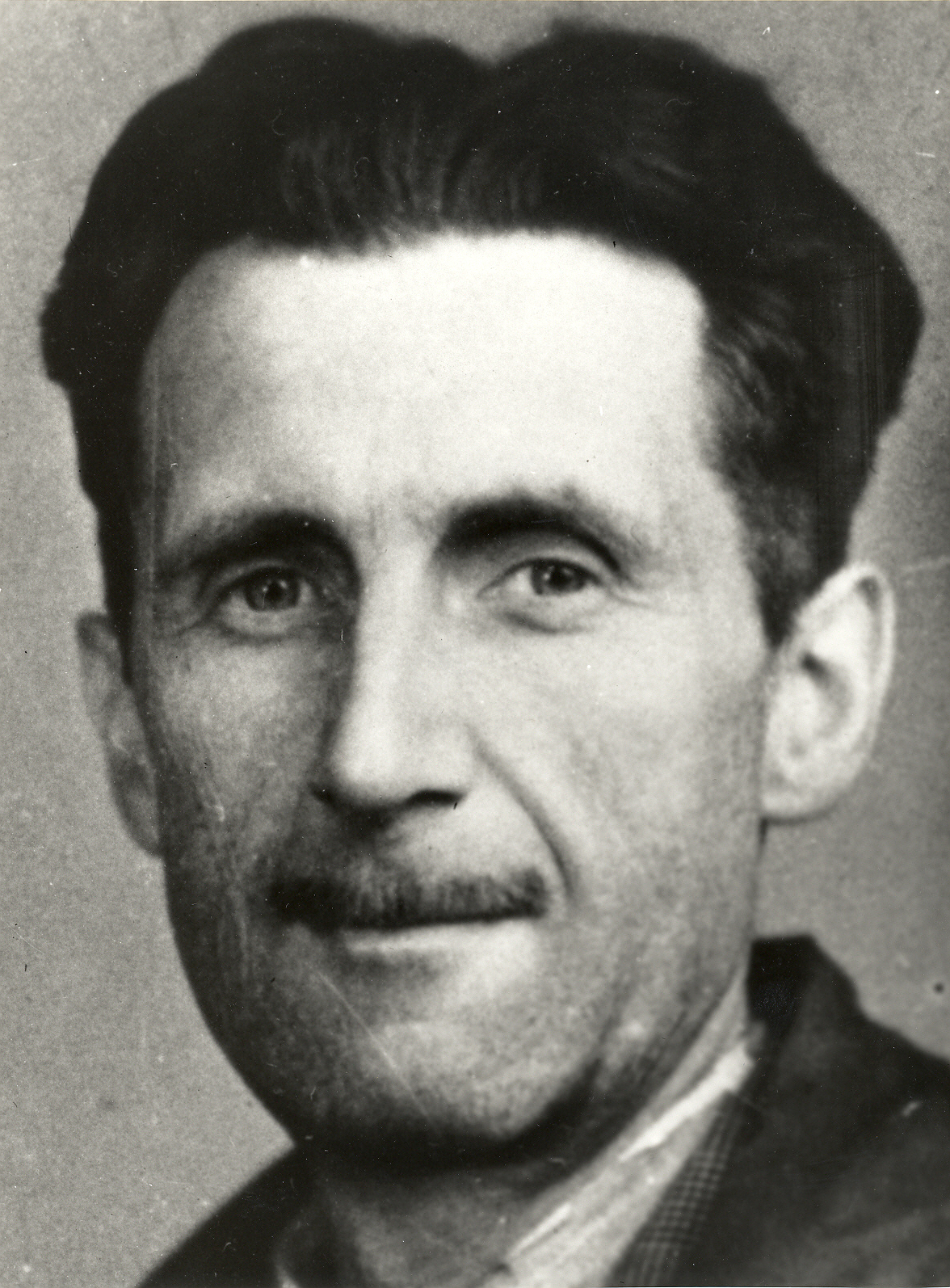
Onder andere "Testify", "Sleep Now in the Fire" en "Voice of the Voiceless" verwijzen naar de roman 1984 van George Orwell.

De titel "Voice of the Voiceless" refereert aan de bijnaam van Mumia Abu-Jamal, een Amerikaanse journalist en politiek activist. Hij was op dat moment radiojournalist in Philadelphia. Abu-Jamal was een voormalig Black Panther-activist en schoot in 1981 in Philadelphia een politieagent dood. Abu-Jamal stelde dat hij uit zelfverdediging schoot, getuige de schotwond in zijn borst die hij zelf overhield aan het incident. Desalniettemin werd hij tot de doodstraf veroordeeld. Sindsdien heeft de band veelvuldig zijn steun aan Abu-Jamal verleend. Dit nummer zorgde ook voor protesten bij de politie-eenheden van Philadelphia, zeker toen Rage Against the Machine in deze stad een optreden gaf. Tijdens dit concert reageerde de band door "Fuck Tha Police" van N.W.A te spelen. Dit nummer bevat ook een referentie naar de roman 1984 van George Orwell in de zin "And Orwell's hell, a terror era coming true. But this little brother's watching you too". In Orwell's roman is de staat een totalitaire macht waarbij de regering Big Brother genoemd wordt. Little brother zou dus een doorsnee burger kunnen zijn die wél doorheeft hoeveel macht de regering heeft.
Het hoofd-onderwerp van "New Millennium Homes" is kapitalisme en de invloed daarvan op de doorsnee gezinnen. Het nummer heeft een referentie naar George Jackson, een Black Panther-activist die tot de doodstraf werd veroordeeld. "Ashes in the Fall" gaat over de toekomst als de moderne maatschappij ten einde komt. De zin "This is the new sound just like the old sound, just like the noose wound over the new ground" refereert aan het lynchen van slaven in het zuiden van de Verenigde Staten.
In "War Within a Breath" gaat de zin "War within a breath, It's land or death" over de boeren in Chiapas. Voor hen is hun land de enige inkomstenbron.

## Uitgave

### Promotie
Een maand voor de uitgave van The Battle of Los Angeles konden er drie nieuwe nummers van een RealNetwork-site worden gedownload. Het pakket bestond uit twee nummers van het album en een live-opname van een ander nummer. Ook kon er een exclusieve live-track worden gedownload als de koper van het album de cd in de computer stopte. Voor de eerste single van het album, "Guerrilla Radio", werd in oktober een videoclip opgenomen. Deze single werd op 25 oktober uitgebracht. De daaropvolgende single werd "Sleep Now in the Fire", met een door Michael Moore geregisseerde videoclip. De derde en vierde single werden "Testify" en "Calm Like a Bomb". Twee nummers zijn gebruikt voor commerciële doeleinden: "Calm Like a Bomb" is gebruikt in de film The Matrix Reloaded en "Guerrilla Radio" is te horen in het spel Tony Hawk's Pro Skater 2.

### Tour

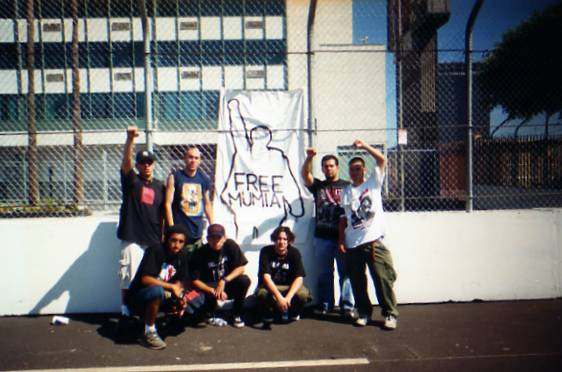
RATM-fans protesteren voor de Democratic National Convention in 2000 voor Abu-Jamal.

Het eerste concert in 1999 (en sinds anderhalf jaar) werd gehouden op 21 januari in de Troubadour in Los Angeles. De band koos expres voor deze zaal (die aan 500 man plaats kon bieden) en gooide dit concert ook niet in de bekendheid. Op 28 januari hield de band samen met Black Star, Bad Religion en de Beastie Boys een benefietconcert voor Mumia Abu-Jamal. In juni volgden twee Amerikaanse concerten. Het eerste was in New York, het tweede was het Tibetan Freedom Concert in East Troy (Wisconsin). Na twee concerten in Japan en Zuid-Korea speelde de band nog eenmaal in Londen en tweemaal in de VS om uiteindelijk in november, na de uitgave van het album, terug te keren. In de eerste 6 dagen van november hield de band verschillende signeersessies, waaronder in de Virgin Megastore in New York. Op 2 november was de band tevens te zien in de Late Show van David Letterman. "Guerrilla Radio" werd daarbij midden op de straten van Manhattan gespeeld.
Na Letterman volgde een optreden in de Conan O'Brien-show op 11 november. Daarna trapte de band een Amerikaanse tour van een maand af, met Gangstar en Dilated Peoples als voorprogramma. Deze werd afgesloten door 2 concerten in The Forum in Los Angeles. Van januari tot juni 2000 werden er concerten in Europa gehouden, beginnend met een optreden in Londen (28 januari). Op 1 februari speelde de band in de Ahoy' in Rotterdam. In juli, toen de band ook vijf concerten in Japan had gegeven, keerden ze terug naar de VS voor twee concerten in Los Angeles. In augustus keerde de band nog eenmaal terug naar Europa (waar ze tot 2008 niet zouden terugkeren) voor het Leeds-Reading Festival. De tour werd afgesloten met 2 concerten in de Grand Olympic Auditorium op 12 en 13 september. Van deze concerten zou uiteindelijk een dvd uitkomen: Live at the Grand Olympic Auditorium.

### Reacties
The Battle of Los Angeles werd in de eerste week 430.000 maal verkocht, wat betekende dat het album op de eerste plaats binnenkwam in de Billboard 200. In 2003 plaatste het magazine Rolling Stone dit album op nummer 423 in de lijst 500 beste albums aller tijden. In 2000 wordt de videoclip van Sleep Now in the Fire genomineerd voor een MTV Award. Een jaar later wint de single Guerrilla Radio een Grammy Award voor de prijs Best Hard Rock Performance. Bij de California Music Awards won de band de prijzen voor Outstanding Hard Rock/Heavy Metal Album, Outstanding Group, Artist of the Year en de Arthur M. Sohcot Award. Een half jaar voor de uitgave (1 mei 1999) werd No Shelter genomineerd voor een Grammy Award in de categorie Best Metal Performance.
Time Magazine noemde The Battle of Los Angeles het beste album van 1999. De reden die werd gegeven was: "omdat Tom Morello (die zijn gitaar kan laten klinken als een harmonica of een draaitafel) de meest spannende gitarist in de hedendaagse rockmuziek is. Omdat Zack de la Rocha poëzie en politiek zo kan mengen dat Chuck D of Bob Dylan trots zou zijn. In een jaar waar een hele horde rockers hip-hop in hun muziek verwerkte, steekt [Rage Against the Machine] met hun geweld en intelligentie er toch bovenuit." Ook All Music Guide was positief: "Rage Against the Machine is altijd zo gezegend geweest met het feit dat het evenveel zwavelzuur spuwt als zijn frontman. Potentiële problemen die door De la Rocha's extremistische polemiek wordt gecreëerd, worden gelaagd met muziek dat het laat klinken alsof de revolutie er echt is." Er wordt wel kritiek geleverd op bepaalde teksten: "De la Rocha is op zijn best als hij specifieke doelen heeft (zoals de regering of de zaak tegen Mumia Abu-Jamal), maar als hij meer algemene problemen wil behandelen, hapert hij."

## Tracklist
1. "Testify" – 3:30
2. "Guerrilla Radio" – 3:26
3. "Calm Like a Bomb" – 4:58
4. "Mic Check" – 3:33
5. "Sleep Now in the Fire" – 3:25
6. "Born of a Broken Man" – 4:41
7. "Born as Ghosts" – 3:22
8. "Maria" – 3:48
9. "Voice of the Voiceless" – 2:31
10. "New Millennium Homes" – 3:44
11. "Ashes in the Fall" – 4:36
12. "War Within a Breath" – 3:36

Op de Europese, Aziatische en Australische versie van het album staat een dertiende bonustrack genaamd No Shelter (4:06).

### B-sides
1. "Without a Face (live)"
2. "Fuck Tha Police (live)" (N.W.A. cover)

## Medewerkers
| - Zack de la Rocha - Zang - Tom Morello - Gitaar - Tim Commerford (vermeld als y.tim.k) - Basgitaar - Brad Wilk - Drum - Brendan O'Brien - Producer - Kevin Dean – Assistent Engineer - Nick DiDia- Engineer - Ryan Williams– Engineer - Michael Parnin – Assistent Engineer - Monique Mitzrahl - Assistent Engineer - Tim Harkins – Assistent Engineer - Sugar D – Engineer | - Russ Fowler - Engineer - Kevin Lively- Assistent Engineer - Stephen Marcussen - Mastering - Aimee MacAuley – Album-art - Roger Sommers – Assistent Engineer - Danny Clinch – Fotografie - Steven Tirona - Fotografie - Andrew Garver – Digitale bewerking - Erin Haley – Coördinatie productie - Cheryl Mondello – Coördinatie productie - German Villacorta - Assistent Engineer - Joey Krebs – Cover-art |